# Kevin Tshiembe
Kevin Tshiembe (Copenaghen, 31 marzo 1997) è un calciatore danese, difensore del Vålerenga.

## Caratteristiche tecniche
È un difensore centrale.

## Carriera
Cresciuto nel settore giovanile del Lyngby, ha esordito in prima squadra l'11 febbraio 2018 disputando l'incontro di Superligaen perso 3-1 contro il Brøndby.